# Wes Madiko

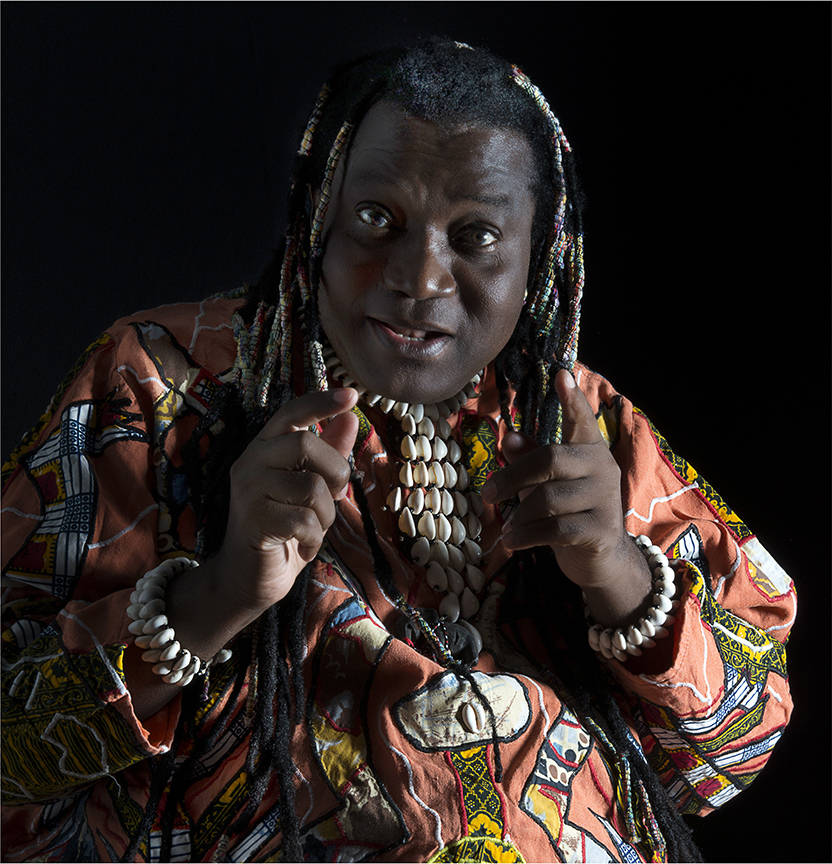
Wes Madiko (2013)

Wes Madiko (* 15. Januar 1964 in Motaba; † 25. Juni 2021) war ein kamerunischer Sänger. Er wurde gemeinsam mit Ex-Deep-Forest-Mitglied Michel Sanchez durch seinen Hit Alane unter dem Namen Wes weltbekannt. Dieser war allein in Frankreich 10 Wochen auf Platz 1 der Charts.

## Person
Wes Madiko wurde am 15. Januar 1964 in einem kleinen Dorf, genannt Motaba, geboren und wuchs unter ärmlichen Verhältnissen auf. Nach eigenen Angaben lernte er die Hingabe zur Musik von seinem Großvater kennen. 1977 wurde Madiko der Leiter einer örtlichen Musikgruppe, die „Kwa Kassi“, mit der er gemeinsam musikalische Anfänge machte. Als sich die Gruppe auflöste, widmete er sich der Sozialarbeit und reiste nach Lille, um dort Kinder zu betreuen. 1987 vereinte sich die Gruppe wieder. Als sie bei einem ihrer Dorfkonzerte von europäischen Touristen gesehen wurden, war dies der Auslöser für Madikos Musikkarriere.
Nachdem sein Vater und Bruder gestorben waren, hörte er für eine Zeit lang auf, Musik zu machen. 1992 begann Madiko, wieder Konzerte zu geben und reiste nach Atlanta in die Vereinigten Staaten. In einem Musikladen in Lille lernte Madiko Michel Sanchez kennen, das Ex-Mitglied von Deep Forest, mit dem er später die Single Alane veröffentlichte.
Am 25. Juni 2021 starb er nach einer Operation an den Folgen einer nosokomialen Infektion.

## Erfolge
Wes Madiko unterzeichnete erstmals einen Plattenvertrag mit Universal Frankreich und brachte gemeinsam mit Michel Sanchez sein Album Welenga heraus. Sie gaben weltweit Konzerte und ihr Hit Alane wurde vom französischen Fernsehsender TF1 zum Sommerhit des Jahres ernannt. In Frankreich war Wes Madiko und Deep Forest mit dem Hit Alane 10 Wochen auf Platz 1 in den Charts, sein bestes Ergebnis in seiner musikalischen Laufbahn. Weitere Erfolge feierten sie in Österreich, Belgien und den Niederlanden, wo der Song ebenfalls ein Nummer-eins-Hits war; in Schweden erreichte der Song Platz 19 und in der Schweiz Platz 4, In Deutschland Platz 2.

## Diskographie

### Alben
- Sun Of The Ancestors (1992)
- Welenga (1996)
- Sinami - The Memory (2000)
- Melowe (2010)

### Singles
- Awa Awa (1996)
- Alane (1996)
- I love Football (1998)
- In Youpendi (1998)
- Keli Maye (2000)
- Wes & Zahra - Sela Sela (2010)
- Robin Schulz & Wes - Alane (2020)